# Α-Tertienyl
α-Tertienyl – organiczny związek chemiczny, trimer tiofenu. Izomer α jest najczęściej występującym izomerem tertienylu. α-Tertienyl jest biobójczym składnikiem różnych gatunków aksamitek, m.in. aksamitki wzniesionej (Tagetes ereca), lśniącej (T. lucida), rozpierzchłej (T. patula), drobnej (T. minuta) i wąskolistnej (T. tenuifolia).

## Otrzymywanie
Związek ten został zsyntetyzowany w 1941 roku. α-Tertienyl można otrzymać dzięki katalitycznemu działaniu niklu lub palladu na 2,5-dibromotiofen i związek Grignarda powstały z 2-bromotiofenu.

## Działanie
α-Tertienyl jest aktywny wobec nicieni. Ma także właściwości przeciwgrzybiczne wobec m.in. Candida albicans oraz Alternaria alternata, Aspergillus niger, Cladosporium variabile, Colletotrichum sp., Rhizopus nigricans, Pythium aphanidermatum, Saprolegnia sp. Wykorzystywane jest to w fotodynamicznej terapii przeciwdrobnoustrojowej (PACT, ang. photodynamic antimicrobial chemotherapy). Stwierdzono również aktywność α-tertienylu przeciwko wirusowi HIV.
Wykazuje także pewne działanie cytotoksyczne. Jego struktura może być wyjściową do otrzymania licznych pochodnych wykazujących działanie przeciwnowotworowe, w tym fotodynamiczne.
Jest też inhibitorem kinazy białkowej C (α i β) ulegającym ekspresji w owadziej linii komórek Sf9 (IC50 = 10 μM) i w ludzkich liniach komórkowych oraz receptora białkowej kinazy tyrozynowej nabłonkowego czynnika wzrostu (EGF-RTK, ang. epidermal growth factor receptor protein tyrosine kinase) ulegającego wzmożonej ekspresji w nowotworowej linii komórek A431, co było podstawą do otrzymania jego aktywniejszych pochodnych.
α-Tertienyl jest fototoksyną uczulającą na działanie promieni nadfioletowych. Działa przeciw bakteriom G− i G+ oraz larwom owadów, m.in. komarów (Aedes intrudens, A. atropalpus i A. aegypti) oraz meszek (Simulium verecum). Hamuje także wzrost sporej części chwastów.
α-Tertienyl może wywoływać pod wpływem światła hemolizę.